# ری بایرم
ری بایرم (انگلیسی: Ray Byrom; ۲ ژانویهٔ ۱۹۳۵ – ۶ ژانویهٔ ۲۰۲۰) بازیکن فوتبال اهل بریتانیا بود.
از باشگاه‌هایی که در آن بازی کرده‌است می‌توان به باشگاه فوتبال برافورد پارک آونیو و باشگاه فوتبال آکرینگتون استنلی اشاره کرد.